# Maksakî, Mena
Maksakî (în ucraineană Максаки) este un sat în comuna Liskî din raionul Mena, regiunea Cernihiv, Ucraina.

## Demografie
Componența lingvistică a localității Maksakî
     Ucraineană (98,8%)
     Rusă (1,2%)
Conform recensământului din 2001, majoritatea populației localității Maksakî era vorbitoare de ucraineană (98,8%), existând în minoritate și vorbitori de rusă (1,2%).